# Jubileo

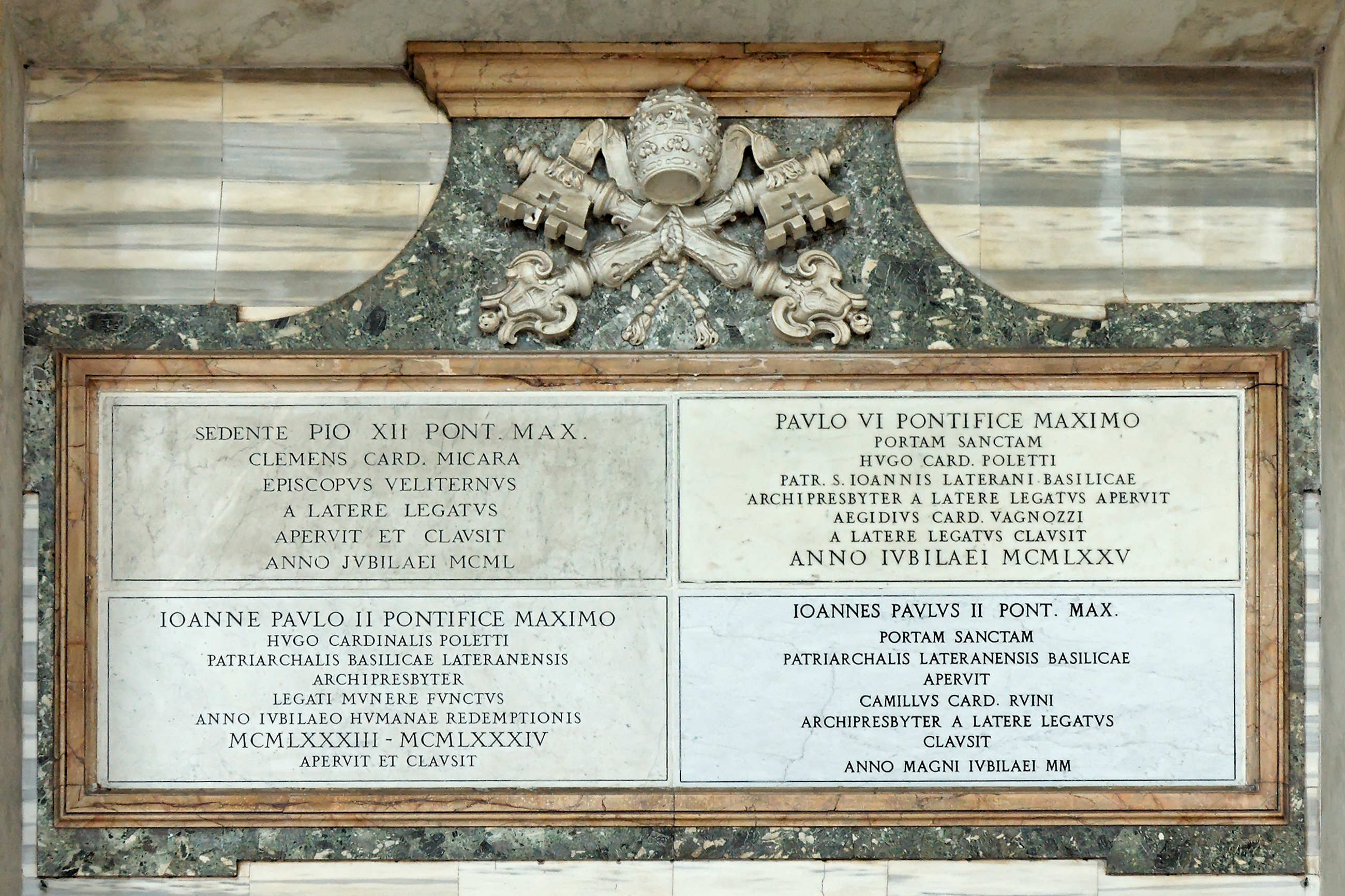
Inscripciones en el pórtico de la Archibasílica de San Juan de Letrán que conmemoran la apertura y cierre de la Puerta Santa por parte de los papas Pío XII (jubileo de 1950), Pablo VI (jubileo de 1975) y Juan Pablo II («Jubileo de la Redención» del año 1983, y el «Gran Jubileo» del año 2000).

Un jubileo, también llamado año jubilar o año santo, es una celebración que tiene lugar en distintas Iglesias cristianas históricas, particularmente la Iglesia católica y la Iglesia ortodoxa, y que conmemora un año sabático con significados particulares. Tiene sus orígenes en el judaísmo, en tanto que en el cristianismo encuentra su primera expresión al inicio del ministerio público de Jesús de Nazaret, con el anuncio del cumplimiento del año de gracia del Señor, tal como lo expresaba el Libro de Isaías 61, 1-2.

Le entregaron (a Jesús) el volumen del profeta Isaías y desenrollando el volumen, halló el pasaje donde estaba escrito: «El Espíritu del Señor sobre mí, porque me ha ungido para anunciar a los pobres la Buena Nueva, me ha enviado a proclamar la liberación a los cautivos y la vista a los ciegos, para dar la libertad a los oprimidos y proclamar un año de gracia del Señor». Enrollando el volumen lo devolvió al ministro, y se sentó. En la sinagoga todos los ojos estaban fijos en él. Comenzó, pues, a decirles: «Esta Escritura, que acabáis de oír, se ha cumplido hoy».
Evangelio de Lucas 4, 17-21.

## Origen del término «jubileo»
El término «jubileo» tiene dos raíces, una hebrea y otra latina. La palabra hebrea que aparece en la Biblia es yobel, que hace referencia al cuerno del cordero utilizado como instrumento sonoro que servía para anunciar un año excepcional dedicado a Dios. Ese año se denominaba yobel, es decir, jubileo, pues se iniciaba con el sonido del yobel o cuerno. Pero existe también una palabra latina, iubilum (derivada del verbo iubilare), que refería los gritos de alegría de los pastores y que terminó por significar alegría, gozo o alabanza. Cuando san Jerónimo de Estridón tradujo la Biblia del hebreo al latín entre los años 391 y 406, tradujo el término hebreo yobel por el término latino iubilaeus, con lo que quedó incorporado el matiz de alegría al significado original que tenía la palabra en el antiguo Israel, como año excepcional de remisión.

## El jubileo de los judíos
Se celebra cada cincuenta años. El término jubileo proviene del hebreo yobel o jobel, que alude al cuerno de macho cabrío que se utilizaba como instrumento sonoro, para anunciar al pueblo el año del jubileo. Se trataba, pues, de un año sabático en el cual se descansaba, se ponían los esclavos en libertad, se dejaban de trabajar las tierras y se restituían las posesiones que se habían comprado.

Declararéis santo el año cincuenta, y proclamaréis en la tierra liberación para todos sus habitantes. Será para vosotros un jubileo; cada uno recobrará su propiedad, y cada cual regresará a su familia.
Levítico 25, 10

En el Libro del Levítico se ordena a los hebreos contar siete semanas de años, es decir, siete veces siete, que hace cuarenta y nueve años. Santificar el año cincuenta implicaba que cada cual debía volver a entrar en posesión de su caudal, en el marco de su familia.
Se desconoce a ciencia cierta si ese jubileo se celebraba en el año cuarenta y nueve o cincuenta, pero las compras que se hacían entre los judíos no eran para siempre sino hasta el año del jubileo y los agricultores descansaban ya que estaba prohibido cultivar o sembrar la tierra. 
En el jubileo mosaico que se nos muestra en el Antiguo testamento, "nadie oprimirá a su prójimo", de forma que tras siete años sabáticos se reúnen varias disposiciones sociales:
- 1) descanso de la tierra (cada 7 años, Levítico 25:1-7),
- 2) liberación de los esclavos (cada 7 años, Deuteronomio 15:12),
- 3) el perdón de las deudas (cada 7 años, Deuteronomio 15:1) y
- 4) el rescate de la propiedad (cada 50 años, Levítico 25:8-14).[1]

Los judíos observaron esta práctica con mucha exactitud en un comienzo, pero no la siguieron después como lo notan sus doctores en el Talmud, quienes aseguran que no hubo más jubileos en tiempo del segundo templo.
Sin embargo Maimónides, asegura en su compendio del Talmud que los judíos continuaron siempre con la celebración de sus jubileos, porque constituía un modo de contar que les era de utilidad para el arreglo de sus años y para la celebración de ciertas festividades.

## El jubileo católico
Como se señaló antes, el jubileo cristiano tiene su origen en el jubileo hebreo. En la Iglesia católica, el Año jubilar o Año santo es un tiempo en que se concede gracias espirituales singulares (indulgencias) a los fieles que cumplen determinadas condiciones, a imitación del año jubilar de los israelitas mencionado en el Antiguo Testamento.
En la Iglesia católica, el jubileo es una celebración que de ordinario tiene lugar cada 25 años y en la que se concede la indulgencia plenaria. El jubileo católico puede ser ordinario o extraordinario. El Año Santo ordinario, o año jubilar, es el celebrado en los intervalos preestablecidos mientras que el extraordinario, o jubileo, es el proclamado como celebración de un hecho destacado.

### Jubileo ordinario

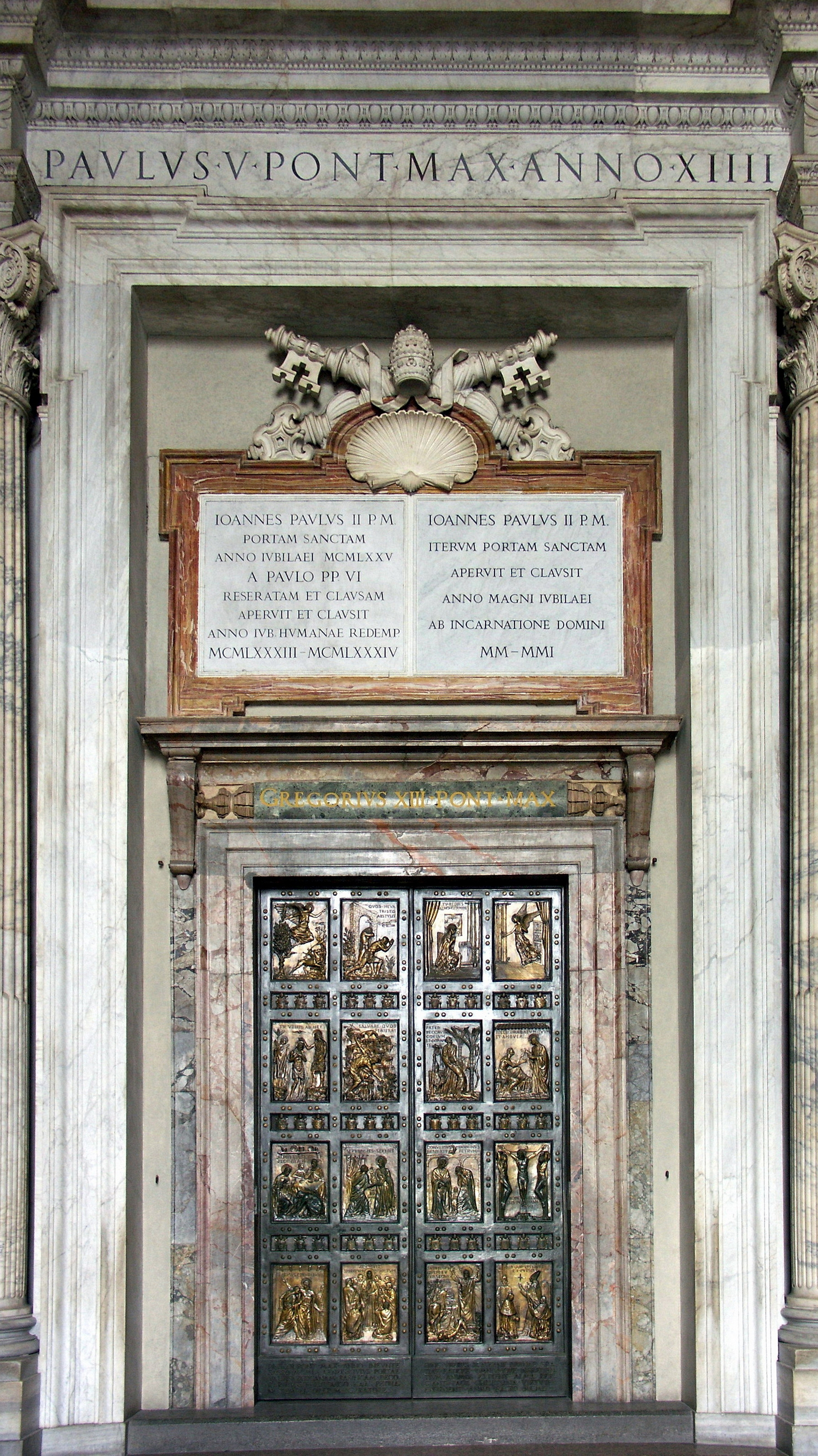
Puerta Santa de la Basílica de San Pedro, en la Ciudad del Vaticano.

Los jubileos ordinarios son aquellos que se celebran a intervalos regulares. El primer jubileo celebrado en el marco del cristianismo fue anunciado por Bonifacio VIII, al declarar el año 1300 como «Año Santo» y «Año de Perdón de los pecados»: la celebración del jubileo concedía la indulgencia plenaria a cuantos acudiesen a Roma para visitar los grandes santuarios de san Pedro y san Pablo, lo que motivó una movilización de fieles sin antecedentes por su número. La tradición de celebración de jubileos ordinarios se acentuó en los siglos siguientes, y se celebraron jubileos cada cincuenta años primero, y cada veinticinco años después.
La ceremonia que se observa en Roma para abrir el Jubileo ordinario o Año Santo incluye un conjunto de ritos. El papa se dirige a la Basílica de San Pedro para abrir la llamada Puerta Santa, cerrada a cal y canto. Esta puerta solamente se abre para la ceremonia de apertura del jubileo y por este motivo. El sumo pontífice toma un martillo (el mismo que utilizó Pío XI en 1933) y da tres golpes diciendo una fórmula que se inicia con las palabras: Aperite mihi portas justitiae, ingressus in eas confitebor Domino («Abridme las puertas de la justicia; entrando por ellas confesaré al Señor»). El simbolismo -abatir la puerta con el esfuerzo- significa la dificultad del camino cristiano pero, al mismo tiempo, subraya que una vez traspuesto el ingreso se encuentra la grandeza extraordinaria del amor y misericordia de Dios.
Se derriba la mampostería que cierra la puerta y después el papa se arrodilla delante de la puerta, mientras los penitenciarios de San Pedro la lavan con agua bendita. Luego, tomando la cruz, se empieza el Te Deum y entra a la Basílica junto con el clero.
Posteriormente tres cardenales legados que ha enviado el papa a las otras tres Puertas santas las abren con la misma ceremonia. Estas tres puertas están en las Basílicas Papales de San Juan de Letrán, San Pablo Extramuros y Santa María la Mayor. Todo esto se hace en vísperas de Navidad.
Al siguiente día por la mañana el papa imparte la bendición al pueblo en forma de Jubileo. Expirado el Año Santo se vuelve a cerrar la puerta en la víspera de Navidad y el papa bendice las piedras y la argamasa, pone la primera piedra y doce cajetillas de monedas o medallas de plata y oro, lo cual se ejecuta con la misma ceremonia en las otras tres Puertas Santas.
En tiempos pretéritos se veía durante el jubileo gran multitud de gente que iba a Roma desde todos los puntos de Europa, pero hoy solo lo hacen desde las provincias de Italia porque los papas conceden a todos los países católicos el permiso de poder ganar el jubileo sin necesidad de pasar por Roma.
|                                      |
| Archibasílica de San Juan de Letrán. |

|                                   |
| Basílica de San Pablo Extramuros. |

|                                   |
| Basílica de Santa María la Mayor. |

### Jubileos extraordinarios
Los jubileos extraordinarios son aquellos que no se celebran a intervalos regulares, sino que se realizan para conmemorar circunstancias especiales. No obstante tienen la consideración de jubileos ordinarios los que se celebran para conmemorar la redención, siendo conocidos como años santos de la redención.

#### Año Santo de la Redención
Los «Años Santos de la Redención», que se celebran como forma de conmemorar especialmente el sacrificio redentor de Jesús de Nazaret, coincidiendo con un centenario del año 33, que tradicionalmente se ha considerado el año de la Redención.
Los antecedentes se encuentran en los años santos convocados en 1390 y 1423, aunque en aquel entonces no existía la diferencia entre jubileos ordinarios y extraordinarios.
El año santo de 1390 fue convocado por Urbano VI quien tras los dos primeros jubileos celebrados en 1300 y 1350, mediante la bula Salvator noster convocó este año santo, indicando que los siguientes se celebraría cada 33 años en recuerdo a la edad de Jesucristo al morir en la cruz.
En año santo de 1423. fue convocado por el papa Martín V cumpliendo el nuevo plazo de 33 años establecido en 1390.
En 1933 por el papa Pío XI, convocó un año santo ordinario, mediante al constitución apostólica Quod nuper, del 6 de enero de 1933, en el 19.º centenario de la Redención.
El último de ellos fue convocado y posteriormente celebrado por Juan Pablo II en 1983, al cumplirse el 1950° aniversario de la Redención, así lo anunciaba:

«Cada año litúrgico es en verdad celebración de los misterios de nuestra Redención; pero la conmemoración jubilar de la muerte salvífica de Cristo sugiere que tal celebración sea más intensamente participada. Ya en 1933 el Papa Pío XI de venerable memoria quiso recordar, con feliz intuición, el XIX Centenario de la Redención con un Año Extraordinario, sin entrar por otra parte en la cuestión de la fecha precisa en que fue crucificado el Señor. Dado que este año 1983 coincide con el 1950 aniversario de aquel gran acontecimiento, ha sido madurado dentro de mí la decisión, que ya manifesté al Colegio Cardenalicio el 26 de noviembre de 1982, de dedicar un año entero a recordar de modo especial la Redención, con el fin de que ésta penetre más a fondo en el pensamiento y en la acción de toda la Iglesia. Tal Jubileo comenzará el día 25 del próximo mes de marzo, Solemnidad de la Anunciación del Señor, que recuerda el instante providencial en que el Verbo eterno, haciéndose hombre por obra del Espíritu Santo en el seno de la Virgen María, participó de nuestra carne "para destruir por la muerte al que tenía el imperio de la muerte, esto es, al diablo, y liberar a aquellos que por temor de la muerte estaban toda la vida sujetos a servidumbre". Se concluirá el día 22 de abril de 1984, Domingo de Pascua, día de la plenitud de la alegría procurada por el Sacrificio redentor de Cristo, gracias al cual la Iglesia "renace y se alimenta continuamente de modo maravilloso" Sea pues éste un Año verdaderamente Santo, sea realmente un tiempo de gracia y de salvación, más intensamente santificado por la aceptación de las gracias de la Redención por parte de la humanidad de nuestro tiempo, mediante la renovación espiritual de todo el pueblo de Dios, que tiene como cabeza a Cristo "que fue entregado a la muerte por nuestros pecados y resucitado para nuestra justificación".(...)»
Juan Pablo II

#### Año Santo de la Misericordia 2015- 2016
El papa Francisco anunció el viernes 13 de marzo de 2016 en la Basílica de San Pedro la celebración de un Jubileo de la Misericordia, un año santo extraordinario.
Ese jubileo comenzó con la apertura de la Puerta Santa en la Basílica de San Pedro durante la Solemnidad de la Inmaculada Concepción el 8 de diciembre y concluyó el 20 de noviembre de 2016 con la Solemnidad de Cristo Rey.
Así lo anunciaba el papa Francisco:

Queridos hermanos y hermanas, he pensado a menudo en cómo la Iglesia puede poner más en evidencia su misión de ser testimonio de la misericordia. Es un camino que inicia con una conversión espiritual.
Por esto he decidido convocar un Jubileo extraordinario que coloque en el centro la Misericordia de Dios. Será un Año Santo de la Misericordia, lo queremos vivir a la luz de la palabra del Señor: 'Seamos misericordiosos como el Padre'. (...) Estoy convencido de que toda la Iglesia podrá encontrar en este Jubileo la alegría de redescubrir y hacer fecunda la Misericordia de Dios, con la cual todos somos llamados a dar consuelo a cada hombre y cada mujer de nuestro tiempo. Lo confiamos a partir de ahora a la Madre de la Misericordia para que dirija a nosotros su mirada y vele en nuestro camino”.

El anuncio del papa Francisco se dio de forma inesperada durante la Jornada penitencial 24 horas para el Señor de celebración mundial. Francisco abrirá el Año Santo sobre el tema: «Dios rico en misericordia» (Efesos 2,4).
La bula por la que se convoca el año jubilar, la Misericordiae Vultus, fue publicada el 11 de abril de 2015. En esta se confirman las fechas y se añade que el siguiente domingo a la apertura del Año de la Misericordia se abrirá la Puerta Santa en la Catedral de Roma, siguiéndole a esta la apertura de las restantes Puertas Santas de Roma además de establecer que en cada Catedral durante este año se abra una Puerta similar de la Misericordia.

### Otros jubileos
El papa Benedicto XVI convocó dos jubileos especiales, el Año Paulino, con motivo del bimilenario del nacimiento de Pablo de Tarso, y el Año sacerdotal, con motivo del CL aniversario de la muerte de Juan María Vianney.
En febrero de 2019 el cardenal Luis Antonio Tagle , Prefecto de la Congregación para la Evangelización de los Pueblos,  propuso un Jubileo especial para derogar la deuda de los países pobres.

## Lista de jubileos ordinarios
La Iglesia ha celebrado jubileos ordinarios en los siguientes años:

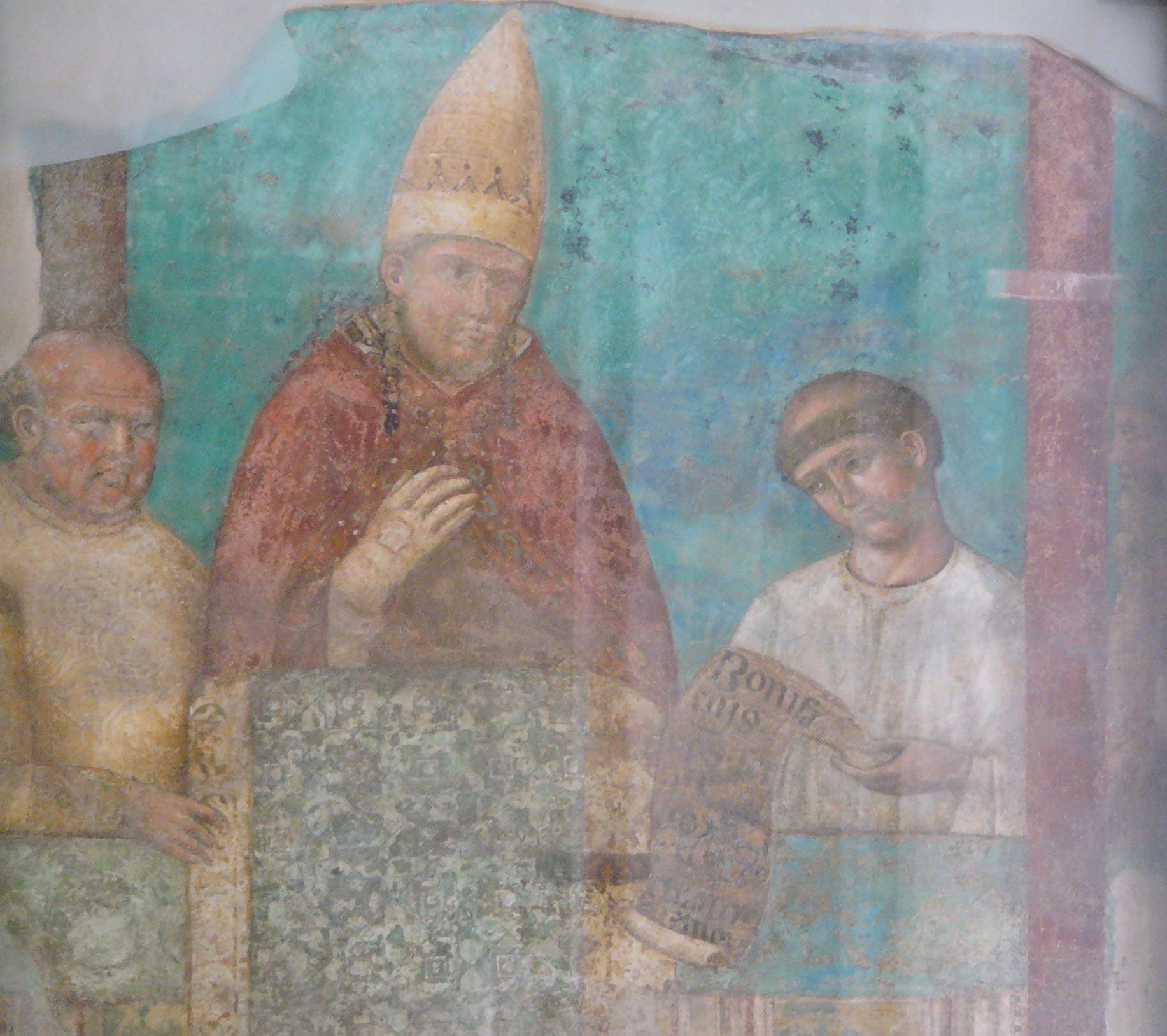
Fresco medieval que representa la promulgación del primer Año Santo por Bonifacio VIII en el año 1300. El fresco proviene del antiguo palacio de Letrán, y se encuentra ahora en la Archibasílica de San Juan de Letrán. Fue pintado por Giotto di Bondone entre los años 1298 y 1300.

1. 1300. El papa Bonifacio VIII convoca el primer Año Santo de la historia de la Iglesia mediante la publicación, el 22 de febrero, de la bula Antiquorum habet fida relatio, en las que se precisan como condiciones para la obtención de la indulgencia que el peregrino se encuentre en estado de penitencia tras la confesión y la absolución; y que se visiten las basílicas de San Pedro y San Pablo Extramuros durante treinta días (quince días si no habita en Roma). Se establece asimismo que los jubileos se celebrarán cada cien años. Este primer año jubilar contribuirá al desarrollo de las llamadas vías romeas.
2. 1350. El papa Clemente VI convoca para este año el segundo Año Santo de la Iglesia Católica mediante la publicación, el 27 de enero de 1347, de la bula Unigénitus. La anticipación en el plazo establecido en su día por Bonifacio VIII se debió a la petición que el pueblo romano, asolado por la Peste Negra y devastado por un terremoto. Este Año Santo se celebró con la ausencia tanto del Papa como de la Curia pontificia ya que esta tenía su sede en la ciudad francesa de Aviñón. Se estableció que un intervalo de cincuenta años entre jubileos era más adecuado para hacer posible que, teniendo en cuenta la esperanza de vida de la época, cada generación pudiera al menos celebrar un Año Santo. En la lista de basílicas a visitar se agrega la de San Juan de Letrán.
3. 1390. El papa Urbano VI convocó, con diez años de antelación a la fecha prevista, el tercer Año Santo mediante la publicación, el 8 de abril de 1389 de la bula Salvator noster, en la que establecía que el intervalo en años jubilares debía reducirse a treinta y tres años en recuerdo y homenaje a la edad de Jesucristo al morir en la cruz. Se añadió la cuarta y última basílica a la relación a visitar incluyendo a la de Santa María la Mayor. El cambio continuo de los plazos entre Años Santos provocó que en el año 1400 confluyera en Roma un gran número de peregrinos creyendo que se había convocado el correspondiente año jubilar tras el de 1350. Ello obligó al papa Bonifacio IX a conceder una indulgencia plenaria de modo extraordinario.
4. 1423. Convocado por el papa Martín V cumpliendo el nuevo plazo de 33 años establecido en 1390.
5. 1450. El papa Nicolás V vuelve a cambiar la periodicidad entre Años Santos y retornando al intervalo de 50 años convoca el nuevo año jubilar para 1450. Este jubileo es recordado por la epidemia de peste que propagaron los numerosos peregrinos que llegaron a Roma y por el grave accidente ocurrido, el 24 de diciembre, en el puente de San Angelo y que provocó la muerte de casi 200 personas.
6. 1475. El nuevo plazo de 50 años, establecido con ocasión de la celebración del anterior Año Jubilar, es nuevamente cambiado por el papa Pablo II que mediante la publicación, el 19 de abril de 1470, de la bula Ineffabilis providentia fijó el nuevo, y hasta ahora definitivo, plazo en 25 años, convocando el nuevo Año Santo para el año 1475. El desbordamiento del río Tíber, que obligó al entonces papa, Sixto IV, a abandonar Roma, provocó que el jubileo se retrasara hasta el año 1476 con una escasa afluencia de peregrinos.
7. 1500. Decretado y celebrado bajo el papado de Alejandro VI.
8. 1525. Decretado y celebrado bajo el papado de Clemente VII. Se vio afectado por una epidemia de peste.
9. 1550. Decretado por el papa Pablo III se celebró bajo el pontificado de Julio III.
10. 1575. Decretado y celebrado bajo el papado de Gregorio XIII.
11. 1600. Decretado y celebrado bajo el papado de Clemente VIII, se desarrolló en un clima de fuerte agitación religiosa que desembocó en la condenación, y muerte en la hoguera, de Giordano Bruno.
12. 1625. Decretado y celebrado bajo el papado de Urbano VIII.
13. 1650. Decretado y celebrado bajo el papado de Inocencio X.
14. 1675. Decretado y celebrado bajo el papado de Clemente X.
15. 1700. Decretado por el papa Inocencio XII y celebrado por el papa Clemente XI.
16. 1725. Decretado y celebrado bajo el papado de Benedicto XIII.
17. 1750. Decretado y celebrado bajo el papado de Benedicto XIV.
18. 1775. Decretado por el papa Clemente XIV y celebrado por el papa Pío VI.
19. 1825. Tras la no celebración del Año Santo de 1800, por la agitación política en Europa por los efectos de la Revolución francesa, el papa León XII decretó y celebró el correspondiente a 1825.
20. 1875. Debido a las inestabilidad política en Europa derivada de las revoluciones sufridas en el año 1848 el jubileo correspondiente al año 1850 no se celebró, siendo por tanto el siguiente en la lista de Años Santos el correspondiente a 1875, el cual, convocado y celebrado por el papa Pío IX no tuvo gran solemnidad debido a que el papa se encontraba retenido en la Ciudad del Vaticano por los revolucionarios italianos.
21. 1900. Decretado y celebrado bajo el papado de León XIII.
22. 1925. Decretado y celebrado bajo el papado de Pío XI.
23. Jubileo de la Redención de 1933. Fue convocado extraordinariamente por el papa Pío XI en conmemoración del XIX Centenario de la Redención.
24. 1950. Decretado y celebrado bajo el papado de Pío XII.
25. Jubileo de 1975. Decretado y celebrado bajo el papado de Pablo VI.
26. Jubileo de la Redención de 1983. Decretado y celebrado extraordinariamente bajo el papado de Juan Pablo II, al cumplirse el MCML aniversario de la Redención.
27. Jubileo de 2000. Decretado y celebrado bajo el papado de Juan Pablo II.
28. Jubileo de la Misericordia 2015-2016. Decretado extraordinariamente por Francisco.
29. Jubileo de 2025. Anunciado por Juan Pablo II al finalizar el jubileo del año 2000.[9]y convocado por el papa Francisco mediante la bula Spes no confundit, el 9 de mayo de 2024.[10]

## Jubileoin perpetuum
En aquellos lugares en que los jubileos se han consolidado con la fuerza suficiente para poder repetirse periódicamente como un camino de renovación, la Santa Sede puede conceder la autorización para esa celebración con carácter regular, lo que se conoce como Jubileo in perpetuum. La Santa Sede ha concedido autorización a diez lugares para poder celebrar jubileos in perpetuum. Esas ciudades son: Jerusalén, Roma, Santiago de Compostela, el Real Monasterio de Santa Maria de Guadalupe, monasterio de Santo Toribio de Liébana, Caravaca de la Cruz, Urda, Valencia, Ávila y Lugo.
Jerusalén
Como lugar de la resurrección de Cristo es centro de peregrinaje y su jubileo es perpetuo.
Roma
Es el lugar donde reside el papa, por lo que su jubileo también es perpetuo.
Santiago de Compostela
Se celebra desde el año 1126, papado de Calixto II, cuando el 25 de julio cae en domingo.
Santo Toribio de Liébana
Fue aprobado por bula del papa Julio II en 1512, puesto que el monasterio de Santo Toribio de Liébana guarda el trozo más grande del Lignum Crucis que se conoce. El jubileo se celebra cuando el 16 de abril cae en domingo.
Real Monasterio de Santa Maria de Guadalupe
A seguir del Rescripto de la Penitenciaría Apostólica, Prot. 431/04/1, de 25 de enero de 2005, en nombre de Juan Pablo II: Concesión de Años Jubilares para Guadalupe, cada vez que la Solemnidad litúrgica de la Santísima Virgen de Guadalupe, Patrona principal de Extremadura (6 de septiembre) caiga en domingo.
Urda
El Jubileo del Santísimo Cristo de Urda se celebra desde 1994 cuando el 29 de septiembre cae en domingo. Fue instaurado por san Juan Pablo II.
Caravaca de la Cruz
El caso de Caravaca de la Cruz es de desarrollo reciente. En 1981 se celebró el I Año jubilar, como consecuencia de la celebración del 750 aniversario de la existencia de la tradición de la aparición de la Cruz en esa localidad. La Santa Sede hizo lugar a la solicitud del obispo de la Diócesis de Cartagena, lo que significó la afluencia masiva al Santuario para adorar la Vera Cruz o Cruz de Caravaca. La concesión del papa Juan Pablo II se efectuó por varios motivos: por la existencia tan antigua del culto a la Cruz y su presencia ininterrumpida en Caravaca, por tratarse de un leño de la Cruz (que no es un símbolo cualquiera), por los antecedentes de antiguas peregrinaciones y por la extensión de la devoción popular entre gran número de personas. En 1996 tuvo lugar un II Año jubilar, que certificó un nuevo periodo de proyección de la devoción y conocimiento de la Cruz a niveles nacionales. La afluencia de miles de peregrinos de gran parte de provincias españolas y numerosos extranjeros fue constante durante todo el año y resultó prueba suficiente de que podría repetirse periódicamente. En 1998, el obispo de la Diócesis de Cartagena, Javier Azagra, solicitó a la Santa Sede la concesión de la celebración jubilar en Caravaca in perpetuum, es decir, de forma permanente. Ese mismo año, Juan Pablo II contestó afirmativamente la solicitud del obispo murciano. De esta forma, a partir de 2003 se celebró en Caravaca otro año jubilar que se irá repitiendo de forma ininterrumpida cada siete años.
Valencia
Fue aprobado en 2014 por el papa Francisco en honor al Santo Cáliz y se celebra cada 5 años.
Ávila
Fue aprobado en 2016 por el papa Francisco, en honor de Santa Teresa de Jesús. Se celebra cada año en que el 15 de octubre, solemnidad de Santa Teresa de Jesús, caiga en domingo. El primer Año Jubilar Teresiano ha comenzado el 15 de octubre de 2017 y concluirá el 15 de octubre de 2018. El 14 de octubre de 2017, se realizó la apertura de la Puerta Santa en el convento carmelita de La Santa (construido sobre la casa natal de Santa Teresa de Jesús) por parte del obispo de Ávila, D. Jesús García Burillo. 
Al día siguiente, 15 de octubre de 2017, tuvo lugar la solemne misa de apertura del año jubilar teresiano, celebrada en la plaza del Mercado Chico de Ávila ante más de 3.000 fieles. Cabe destacar que en la procesión que tuvo lugar después de la misa, participaron además de los cadetes de la academia de intendencia de Zaragoza, cuerpo del que Santa Teresa de Jesús es patrona, y que anualmente la acompañan; el regimiento de regulares de Melilla n.º 52, que participaron por primera vez.
Lugo
En 2016 el obispo Mons. Alfonso Carrasco Rouco, presentó a la Santa Sede la documentación hallada en el archivo capitular y la petición de renovar la indulgencia plenaria que se concediera en 1860 en el papado de Pío XI. El 10 de octubre de este año la Penitenciaría Apostólica de la Santa Sede dispone: "concede misericordiosamente en el Señor a los fieles cristianos verdaderamente arrepentidos Indulgencia plenaria y remisión de todos los pecados, que se puede ganar cualquier día en la Catedral Basílica de Lugo a condición de que, cumplidas debidamente las condiciones acostumbradas (Confesión sacramental, Comunión eucarística y oración por las intenciones del Sumo Pontífice) visiten piadosamente el Santísimo Sacramento expuesto públicamente con el fin de adorarlo durante un adecuado espacio de tiempo, concluyendo con la Oración Dominical y el Símbolo de la Fe"

## Jubileos en España
En España, algunas de las ciudades que han celebrado un "Año Santo" o "Jubileo" alguna vez son:
- En Santiago de Compostela (Galicia): Año Santo Jacobeo o Compostelano, se celebra cuando el 25 de julio coincide en domingo.
- En Lucena (Córdoba): Años jubilares de la Virgen de Araceli, Patrona de Lucena y del Campo Andaluz, en 1962 y 2012 con motivo del IV Centenario y 450 aniversario de su llegada a Lucena.
- En Collado de la Vera(Cáceres) Jubileo de la Virgen del Rosario, famoso por su peculiaridad.
- En Liébana (Cantabria): Año Santo Lebaniego, que se celebra desde 1512.[12]
- En Utrera (Sevilla): Año Jubilar de Consolación.
- En Santo Domingo de la Calzada (La Rioja): Año Jubilar Calceatense.
- En Urda (Toledo): Año Jubilar del Stmo Cristo de la Vera Cruz.
- En Oviedo y toda Asturias: Año Jubilar de la Cruz de los Ángeles y de la Cruz de la Victoria.
- En Caravaca de la Cruz (Murcia): Año Jubilar de Caravaca de la Cruz.
- En Canjáyar (Almería): Año Jubilar de la Santa Cruz de Canjáyar.
- En Granada (Andalucía): Año Jubilar de Ntra. Sra. del Rosario.
- En Sevilla (Andalucía): Año Jubilar del Stmo. Cristo del Calvario.
- En Cañete la Real (Málaga): Año Jubilar de Nuestra Señora de Caños Santos, Patrona de Cañete la Real.
- En Martos (Jaén): Año Jubilar de Santa Marta por el octavo centenario de la reconquista cristiana y la instauración de Santa Marta como patrona de Martos. (2019)
- En San Cristóbal de La Laguna (Tenerife): Años Jubilares del centenario de la Catedral de San Cristóbal de La Laguna (2014-2015), de los 500 años de la llegada del Cristo de La Laguna a Tenerife (2018-2019) y del bicentenario de la Diócesis de San Cristóbal de La Laguna (2019-2020).
- En Serradilla (Cáceres): Año jubilar del Santo Cristo de la Victoria de Serradilla.
- En Alfaz del Pi (Alicante): Fiestas del Jubileo y del Santísimo Cristo del Buen Acierto,del 7 al 10 de noviembre.
- En La Rambla (Córdoba): Año jubilar de Ntro. Padre Jesús Nazareno en 2022 con motivo del IV Centenario y 400 aniversario de su llegada a La Rambla.
- En Villena (Alicante): Centenario de la Coronación Canónica de la Virgen de las Virtudes.

### Años Jubilares en España (por fechas y motivos)
Los Años Jubilares celebrados en diversas ciudades españolas por fechas y motivos, son:
(Jubileos concedidos de un día al año)
- En Alberca de Záncara (Cuenca), para el Convento de Santa Ana, por Breve del Papa Inocencio X, el día de la Santísima Trinidad para el Altar de Nuestra Señora de la Fe. Y otro Jubileo, por Breve, para el altar de Nuestra Señora del Socorro en el día en que se celebra su fiesta.

(Jubileos concedidos para 2012)
- Año Jubilar del Santísimo Cristo del Consuelo. En Conmemoración a los 400 años de su aparición. Del 3 de mayo de 2012 al 3 de mayo de 2013. Cieza, Murcia.
- Año Jubilar de Nuestra Señora del Rocío, Patrona de Almonte en Almonte, Huelva (entre el 15 de agosto de 2012 y septiembre de 2013).[15]
- Año Jubilar de María Auxiliadora, La Palma del Condado en Huelva. (A partir del 20 de mayo de 2012).
- Año Jubilar de Padre Jesús de Huelva.

(Jubileos concedidos para 2013)
- Año Jubilar de María Santísima de la Esperanza Macarena de Sevilla. (A partir del 1 de junio de 2013 y finalizó el 1 de junio del siguiente año).
- Año Jubilar de la Hermandad del Museo de Sevilla.[16]
- Año Año Jubilar Santiaguista de Pliego, en Murcia.
- Año Jubilar de Consolación en Utrera, Sevilla: primera devoción de la Archidiósesis de Sevilla con dos años jubilares en una década.
- Año Jubilar de Nuestra Señora del Pilar, de Benejúzar. Con motivo del 75 aniversario de la llegada de la Imagen. Del 22 de diciembre de 2013 al 12 de octubre de 2014.

(Jubileos concedidos para 2014)
- Año Jubilar Santuario Virgen de la Luz, de Arroyo de la Luz, Cáceres. Comienzo del Año Jubilar el 5 de enero de 2014.
- Jubileo de Nuestra Señora de la Estrella, patrona de Chucena, Huelva, con motivo de su coronación canónica (Del 2 de febrero al 1 de junio de 2014).
- Año Jubilar de la Catedral de San Cristóbal de La Laguna, en Tenerife. Con motivo del centenario y la reapertura de la Santa Iglesia Catedral. Desde el 27 de abril de 2014, hasta el 12 de abril de 2015, coincidentes ambas fechas con el Domingo de la Octava de Pascua (Domingo de la Divina Misericordia). Dicho Jubileo fue decretado por un mandato especial del papa Francisco, con la oportunidad de los fieles de ganar la indulgencia plenaria.[17]
- Año Jubilar del Pilar, de Basílica del Pilar, Zaragoza, desde el 15 de octubre de 2014 hasta el 15 de octubre de 2015. El año jubilar del Pilar conmemoró el 1975° aniversario de la venida de la Virgen María en carne mortal a Zaragoza, el 2 de enero del año 40.[18]

(Jubileos concedidos para 2015)
- Año Jubilar de Nuestra Señora del Monte, en Bolaños de Calatrava. Con motivo del cincuenta aniversario de la coronación canónica de la Virgen del Monte. Desde el domingo 24 de mayo de 2015, hasta el domingo 22 de mayo de 2016, aniversario de la coronación.
- Año Jubilar de Dolores (AJD), en Dolores, Alicante, desde el 15 de septiembre de 2015 hasta el 16 de octubre de 2016. Con motivo del cincuenta aniversario de la coronación canónica de Nuestra Señora de los Dolores. Con el lema de Ven, Contempla, Reza y Ama.
- Año Jubilar de la Iglesia de San Francisco y de la Hermandad de la Vera-Cruz de Cádiz con motivo del 450 aniversario de la fundación del convento y de la hermandad. Comenzó el 14 de septiembre de 2015 con el pontifical con motivo de la Exaltación de la Cruz. Más tarde, salió en procesión extraordinaria el Lignum Crucis de la Hermandad hasta la Iglesia de san Francisco donde dio comienzo. Se han realizado distintos actos como la procesión extraordinaria del Cristo de la Vera Cruz en agosto de 2016 o la exposición que realizó el convento conjuntamente con la hermandad. En 2016 ha sido anfitriona de la peregrinación nacional de las Hermandades de la Vera Cruz de España. Terminó el 4 de octubre de 2016, en coincidencia con la festividad de san Francisco de Asís. Durante ese año jubilar ha sido recibida por muchas hermandades o colectivos no solamente de Cádiz sino también de Sevilla.
- Año Jubilar Concepcionista de Écija (Sevilla) con motivo del cuarto centenario del voto de juramento de la ciudad por defender la Inmaculada Concepción de María, un dogma que la Iglesia no reconocerá hasta 1854.

(Jubileos concedidos para 2016)
- ‘’Período jubilar en Lepe (Huelva) concedido a la virgen de la Bella, por el L Aniversario de la refundación de la romería. Del 2 de febrero al 9 de mayo.

(Jubileos concedidos para 2017)
- Año Santo Jubilar en San Juan de Aznalfarache, Sevilla (septiembre de 2017 a septiembre de 2018), para conmemorar el 275 aniversario de las primeras fuentes documentales de la existencia de la Antigua, Pontificia, Real e Ilustre Hermandad Sacramental de san Juan Bautista y Nuestra Señora de la Paz y Cofradía de Nazarenos del Santísimo Cristo del Amor, Nuestra Señora de los Dolores y san Enrique Ossó.[19] El año santo jubilar fue concedido por el papa Francisco.

(Jubileos concedidos para 2018)
- Año Santo Jubilar del Cristo de La Laguna en Tenerife. Con motivo de los 500 años de la llegada de la imagen del Cristo de La Laguna a la isla de Tenerife. Fue concedido por el papa Francisco entre el 16 de marzo de 2018 y el 3 de febrero de 2019, con la oportunidad de los fieles de ganar la indulgencia plenaria.[20]
- Año Santo Jubilar de la Diócesis de San Cristóbal de La Laguna en Tenerife. En conmemoración del bicentenario de la creación de la Diócesis de San Cristóbal de La Laguna. Se abrirá el 21 de diciembre de 2019, la fecha de cierre aún está por confirmar.[21]
- Año Jubilar I Centenario de la devoción a Nuestra Señora del Perpetuo Socorro de Almoradí (Alicante). Con motivo del primer centenario del origen de la devoción a la Virgen del Perpetuo Socorro de dicha localidad, desde el 29 de mayo de 2018 hasta el 30 de junio del 2019. Dicha devoción comenzó con la llegada de la imagen de la Virgen a la localidad el 29 de mayo de 1919. Tal fue la devoción, que Nuestra Señora del Perpetuo Socorro fue nombrada Patrona de Almoradí el 10 de agosto de 1945, asimismo, fue nombrada Alcaldesa Perpetua de la Villa, teniendo lugar su Coronación Canónica el 27 de junio de 1969. Por último, el 13 de junio de 1994, con motivo del 75 aniversario de la llegada a la localidad, se le concedió la Medalla de Oro de la Villa.